# Casimir Stefaniak
Pour les articles homonymes, voir Stefaniak.
Kazimierz Stefaniak, ou Casimir Stefaniak, est un footballeur franco-polonais né le 27 septembre 1920 à Essel (Allemagne) et mort en 1951. Malade pendant trois ans, il est hospitalisé à Lens dans le service du Dr Ernest Schaffner. Il a été défenseur au Lille OSC. Avec ce club, il a été champion de France en 1946.

## Carrière de joueur
- 1943-1944 : Équipe fédérale Lille-Flandres
- 1944-1947 : Lille OSC
- 1947-1948 : Nîmes Olympique

## Palmarès
- Champion de France 1946 avec le Lille OSC
- Finaliste de la Coupe de France 1945 avec le Lille OSC